# 0862
0862 è il prefisso telefonico del distretto dell'Aquila, appartenente al compartimento di Pescara.
Il distretto comprende la parte settentrionale della provincia dell'Aquila. Confina con i distretti di Teramo (0861) a nord, di Pescara (085) a est, di Sulmona (0864) e di Avezzano (0863) a sud e di Rieti (0746) a ovest.

## Aree locali e comuni
Il distretto dell'Aquila comprende 36 comuni suddivisi nelle 2 aree locali dell'Aquila (ex settori dell'Aquila, Montereale e Pizzoli) e San Demetrio ne' Vestini (ex settori di Capestrano, Rocca di Mezzo, San Demetrio ne' Vestini e San Pio delle Camere). I comuni compresi nel distretto sono: Barete, Barisciano, Cagnano Amiterno, Calascio, Campotosto, Capestrano, Capitignano, Caporciano, Carapelle Calvisio, Castel del Monte, Castelvecchio Calvisio, Collepietro, Fagnano Alto, Fontecchio, Fossa, L'Aquila, Lucoli, Montereale, Navelli, Ocre, Ofena, Pizzoli, Poggio Picenze, Prata d'Ansidonia, Rocca di Cambio, Rocca di Mezzo, San Benedetto in Perillis, San Demetrio ne' Vestini, San Pio delle Camere, Sant'Eusanio Forconese, Santo Stefano di Sessanio, Scoppito, Tione degli Abruzzi, Tornimparte, Villa Santa Lucia degli Abruzzi e Villa Sant'Angelo.